# 아프라시아브

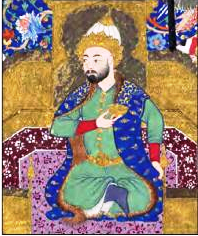

아프라시아브는 투란과 이란의 전설적인 영웅으로 왕이었다. 도시 아프로시욥은 우즈베키스탄에서 두 번째로 큰 사마르칸트의 옛 이름이었다.
샤나마에 떠르면 아프라시아브는 이란과 투란의 영웅으로 가장 전설적으로 유명한 투란 왕이었다. 그는 전사요, 재능있는 장군이며 이란 종족을 파괴하려는 마법이 주어진 아리만의 대리인이었다.
아프라시야브는 파리둔의 왕자 중의 하나인 투르의 후손으로 분다히슨에 따르면 그는 투르의 7번째 손자였다. 그는 철로 만들어진 지하요세 하나카나에 살았다.
아베스타 문헌에 따르면 아프라시아브는 하오마에 의해 아제르바이잔 산위의 동굴에서 피살되었다. 도망치는 아프라시아브는 그의 적인 이란의 카이 호스로우의 군대에 반복적으로 패하였다. 호스로우는 아프라시아브의 외손이었다.